# Neuville-lez-Beaulieu
Neuville-lez-Beaulieu är en kommun i departementet Ardennes i regionen Grand Est (tidigare regionen Champagne-Ardenne) i nordöstra Frankrike. Kommunen ligger  i kantonen Signy-le-Petit som ligger i arrondissementet Charleville-Mézières. År 2022 hade Neuville-lez-Beaulieu 327 invånare.

## Befolkningsutveckling
Antalet invånare i kommunen Neuville-lez-Beaulieu
Referens: INSEE